# Örgryte distrikt
Örgryte distrikt är ett distrikt i Göteborgs kommun och Västra Götalands län. 
Distriktet ligger i östra Göteborg.

## Tidigare administrativ tillhörighet
Distriktet inrättades 2016 och utgörs av en del av det område som före 1971 utgjorde Göteborgs stad, i delen som före 1922 utgjort Örgryte socken.
Området motsvarar den omfattning Örgryte församling hade vid årsskiftet 1999/2000 och som den fick 1969.